# Коліух Дмитро Вікторович
Дмитро́ Ві́кторович Коліу́х (1880 — близько 1937) — український економіст, кооперативний, громадський та політичний діяч.

## Життєпис
Народився в містечку Розсош Острогозького повіту Воронезької губернії в селянській сім'ї. Середню і вищу освіту здобути не міг, однак природні здібності та самоосвіта забезпечили йому авторитет кооперативного діяча.
На Другому Всеросійському кооперативному конгресі (Київ, 1913) був ініціатором створення Українського кооперативного союзу. 13 серпня з його ініціативи київські кооператори скликають нараду, брав участь М. Стасюк, М. Порш, О. Степаненко та П. Г. Плаксіонов, вирішують створити власний кооператив.
Протягом 1917-20 очолював правління Дніпросоюзу, на матеріальному утриманні якого, нібито співробітники, перебували Н. Городовенко, Лесь Курбас, К. Стеценко, Я. Степовий, П. Тичина. З 1917 — член УСДРП. У березні 1917 обраний членом Ради об'єднаних громадських організацій Києва, голова Київського міського продовольчого комітету.
З початку листопада — товариш генерального секретаря в продовольчих справах.
З 15(2) січня 1918 — генеральний секретар (згодом — міністр) продовольчих справ Української Народної Республіки в уряді В. Голубовича.
У березні 1918 через розходження з керівництвом УНР щодо питання про виконання продовольчих поставок до Центральних держав, згідно з Брестським мирним договором, подав у відставку. Повернувся до праці в Дніпросоюзі.
З 1920 — заступник голови Вукоопспілки, певний час був головою Укрзовнішторгу, працював економістом-референтом у Київміськплані.
8 листопада 1930 заарештований, в 1931 засуджений до 3 років заслання в справі «Українського національного центру» 1930—1931. Відбував заслання в Казахстані. Подальша доля невідома.
За однією з версій, загинув у пік репресій 1937-38 років.